# Ydrissa M'Barke
Ydrissa M'Barke (né le 30 mars 1983 à Rouen) est un athlète français, spécialiste du 200 et du 400 m. Son club est le Stade sottevillais 76. Il a été sélectionné 6 fois en équipe de France A. Il mesure 1,96 m pour 75 kg.
Son record est de 45 s 86 (22 juillet 2006).
Son meilleur temps en 2007 est de 46 s 23, obtenu en terminant 4e des championnats de France 2007 à Niort.
En août 2007, il est sélectionné en équipe de France aux Championnats du monde d'athlétisme 2007.

## Meilleure performance[1]
- 200 m : 20 s 87 (20 s 70 en intérieur)

## Palmarès
| Date | Compétition           | Lieu     | Résultat | Épreuve   | Temps        |
| ---- | --------------------- | -------- | -------- | --------- | ------------ |
| 2006 | Championnats d'Europe | Göteborg | 1er      | 4 × 400 m | 3 min 1 s 10 |
| 2009 | Jeux méditerranéens   | Pescara  | 6e       | 200 m     | 21 s 15      |
| 2009 | Jeux méditerranéens   | Pescara  | 2e       | 4 × 100 m | 39 s 49      |

### Championnats du monde junior d'athlétisme
- Championnats du monde junior d'athlétisme de 2002 à Kingston ( Jamaïque)
  - 8e en relais 4 × 100 m.

### Championnats d'Europe d'athlétisme espoirs
- Championnats d'Europe d'athlétisme espoirs de 2005 à Erfurt (  Allemagne)
  -  Vainqueur du relais 4 × 100 m avec Oudéré Kankarafou, Eddy De Lépine et David Alerte en 38 s 95.

### Championnats de France d'athlétisme
- Championnats de France d'athlétisme de 2006 à Nancy
  - Vice-champion de France du 400 m en 45 s 86.